# هينس تشرتش اند (بيدفوردشير)
هينس تشرتش اند (بالإنجليزية: Haynes Church End)‏ هي قرية تقع في المملكة المتحدة في شرق انجلترا.